# I Need You (canção de America)
"I Need You" é uma música da banda norte-americana de folk-rock, America, escrita por Gerry Beckley e lançada no primeiro álbum da banda, America, de 1971. Foi lançada como single em 1972. A canção fez sucesso e alcançou o 9º lugar nas paradas da Billboard Pop/Hot 100 Singles Chart e 7º lugar no Billboard Adult Contemporary.
"I Need You" é uma balada melódica tocada no piano e um dos pontos altos do álbum America. Foi uma das primeiras músicas escritas por Gerry, que se inspirou na música "First of May", de Barry Gibb (de quem era muito fã), de onde tirou os versos iniciais "We used to laugh / We used to cry".
A letra da música trata basicamente de amor, mais especificamente do amor de adolescentes, segundo Gerry, "o amor do colegial, que machuca muito quando dá errado".

## Posição nas paradas musicais
| Parada (1972)                             | Melhor posição |
| ----------------------------------------- | -------------- |
| Canadá (RPM Top Singles)                  | 5              |
| Nova Zelândia (Listener)                  | 18             |
| Estados Unidos (Billboard Hot 100)        | 9              |
| Estados Unidos (Billboard Easy Listening) | 7              |
| Estados Unidos (Cash Box Top 100)         | 8              |
| Estados Unidos (Record World)             | 8              |

| Parada (1972) | Posição |
| ------------- | ------- |
| Canadá (RPM)  | 67      |

## Versões cover
A canção foi regravada mais tarde por cantores como Harry Nilsson, Andy Williams, Johnny Mathis, entre outros. É a música mais regravada escrita por Gerry.